# Jávori Béla
Jávori Béla, született Jäger Béla (Kaposvár, 1931. január 20. – Kaposvár, 2008. november 28.) magyar újságíró, főszerkesztő, fotóművész.

## Életpályája
1954-től a Somogyi Néplap gyakornoka, 1955-től a lap rendes munkatársa. 1957-től a kulturális rovat vezetője, majd 1958-tól főszerkesztő-helyettes. 1969–1989 között a Somogyi Néplap főszerkesztője. 1959-től a Somogyi Film- és Fotóklub elnöke.

## Magánélete
1956. augusztus 18-án kötött házasságot Kaszás Ilonával, gyermekei: Attila és Tamás. 

## Kiállításai
35 egyéni és számtalan csoportos kiállításon szerepelt (1964–1989) munkáival. Fotóhagyatéka jelenleg a Somogy Megyei Múzeumok Igazgatósága Történeti Fotótárában található.

## Díjai, elismerései
- Rózsa Ferenc-díj (1975)
- Aranytoll (2002)

## Írásai
- Több, mint szomszéd a hegyen. http://www. somogy. hu/index. php?cid=7043 Archiválva 2016. február 15-i dátummal a Wayback Machine-ben
- Búcsú a szomszédtól. http://www. somogy. hu/index. php?cid=7088 Archiválva 2016. február 7-i dátummal a Wayback Machine-ben
- Holdfényben. http://www. somogy. hu/index. php?cid=6988 Archiválva 2016. február 16-i dátummal a Wayback Machine-ben
- A gyémánt. http://www. somogy. hu/index. php?cid=6962 Archiválva 2016. február 15-i dátummal a Wayback Machine-ben
- Titulusok (Mi minden voltam változatos életemben) http://www. somogy. hu/index. php?cid=4761 Archiválva 2016. február 7-i dátummal a Wayback Machine-ben

## Külső hivatkozások
- Elhunyt Jávori Béla Archiválva 2016. február 7-i dátummal a Wayback Machine-ben Sonline. hu, 2008. november 28.